# Cromatografia

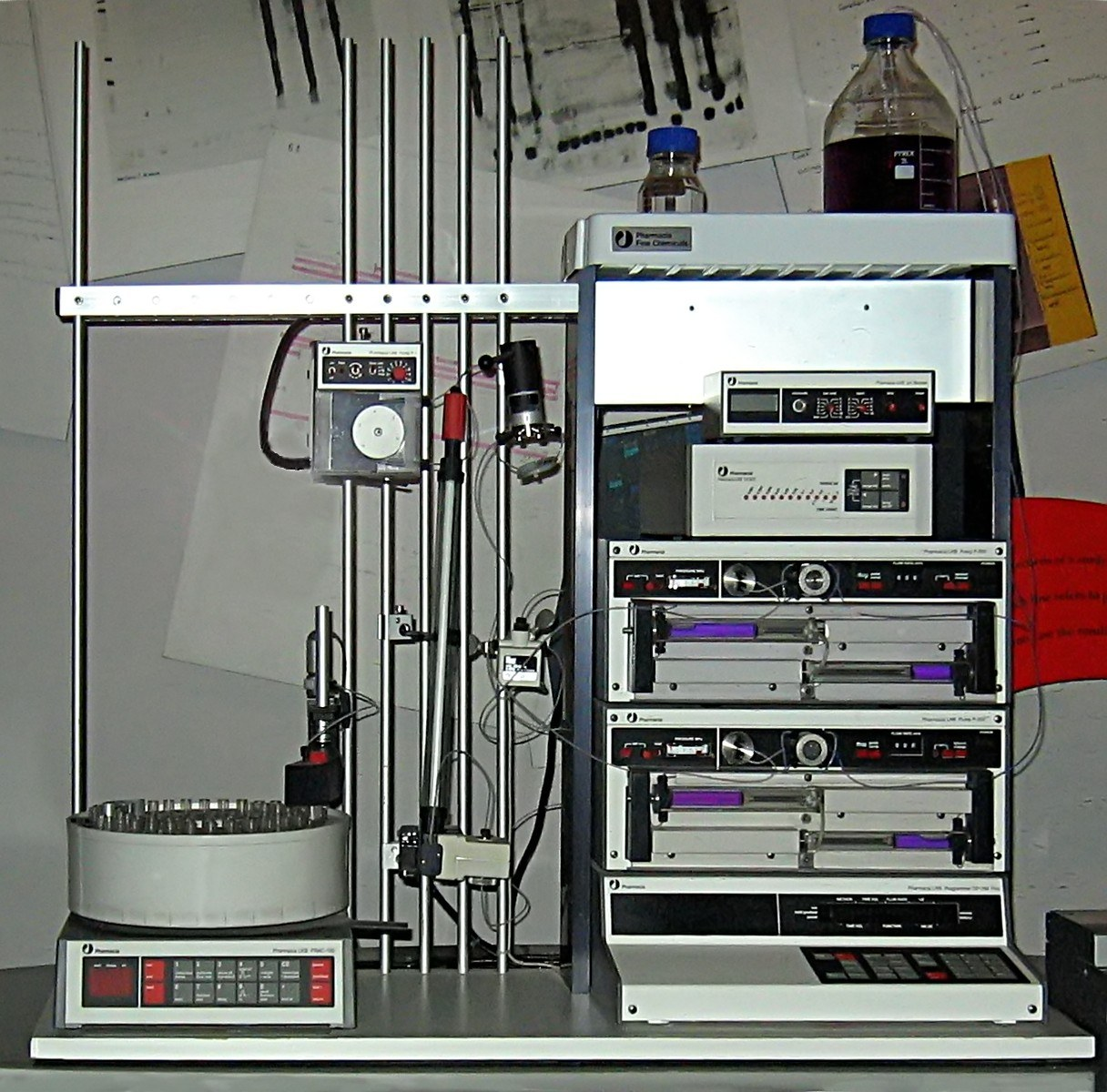
Un apparato per FPLC (fast protein liquid chromatography) esposto al Science Museum di Londra

La cromatografia (dal greco χρῶμα, traslitterato in khrôma, "colore") è una tecnica di separazione dei componenti di una miscela basata sulla distribuzione dei suoi componenti tra due fasi, una stazionaria ed una mobile che si muove lungo una direzione definita.
Con il termine "cromatografia" si indicano in genere tutte le varie tecniche separative, applicabili a miscele di sostanze e basate sulla distribuzione fra due fasi in cui si utilizza uno stesso principio, la diversa velocità con cui i differenti componenti di una miscela migrano in una fase stazionaria sotto l'influenza di una fase mobile, che ha il compito di trascinare lungo il sistema i soluti che costituiscono la miscela in esame.

## Storia
La prima separazione cromatografica, di due pigmenti su fogli di papiro, risale al 500 a.C., in Egitto: ne parla Plinio il Vecchio (23-79) nella sua Historia Naturalis. Ma la nascita della tecnica cromatografica viene attribuita al biochimico Michail Semënovič Cvet (pronunciato e a volte trascritto "Tswett") nel 1906, quando riuscì, con questa tecnica, a separare la clorofilla da un estratto vegetale. Cvet procedette ponendo una piccola quantità di estratto di foglie verdi alla sommità di una colonna di vetro riempita con particelle di argilla e lavando successivamente il campione. Fece poi colare, attraverso la colonna, dell'etere di petrolio. A mano a mano che l'etere di petrolio fluiva trascinando con sé il campione, questo si separava in bande di diverso colore (da qui il nome "cromatografia"), ciascuna delle quali procedeva verso il fondo della colonna con diversa velocità.
Con il suddetto esperimento Cvet mise in evidenza la possibilità di impiegare questo sistema di frazionamento, creando le basi della moderna cromatografia. Il termine "cromatografia" (dove la prima parte del termine "cromato-", dal greco antico, vuol dire "colore") si richiama alla separazione di bande di diverso colore e viene ancor oggi utilizzato, anche se raramente la separazione si basa sulla differenza cromatica. Questa tecnica è oggi infatti applicata all'analisi di sostanze anche incolori, utilizzando il trasferimento tra le fasi con procedimenti più elaborati ed apparecchiature che possono avere notevole complessità.

## Componenti
La cromatografia è una tecnica di separazione utilizzata per separare, identificare e purificare i componenti di una miscela. Questa tecnica si basa sulle differenze nella velocità di migrazione dei componenti della miscela attraverso un mezzo adsorbente, chiamato fase stazionaria, sotto l'influenza di una fase mobile.
- Fase stazionaria: il materiale solido o liquido che rimane fisso in una colonna o su una superficie piana.
- Fase mobile: un liquido o gas che fluisce attraverso la fase stazionaria, trasportando con sé i componenti della miscela.
- Miscela di campione: la miscela che si vuole separare e analizzare.

## Fasi del processo di analisi
1. Preparazione del campione: il campione viene disciolto in un solvente appropriato.
2. Introduzione del campione: il campione viene introdotto nel sistema cromatografico.
3. Separazione: i componenti della miscela si separano mentre migrano a diverse velocità attraverso la fase stazionaria.
4. Rivelazione: i componenti separati vengono rivelati tramite diversi tipi di rivelatori.
5. Analisi dei dati: i dati ottenuti dal rivelatore vengono analizzati per identificare e quantificare i componenti della miscela.

## Cromatogramma

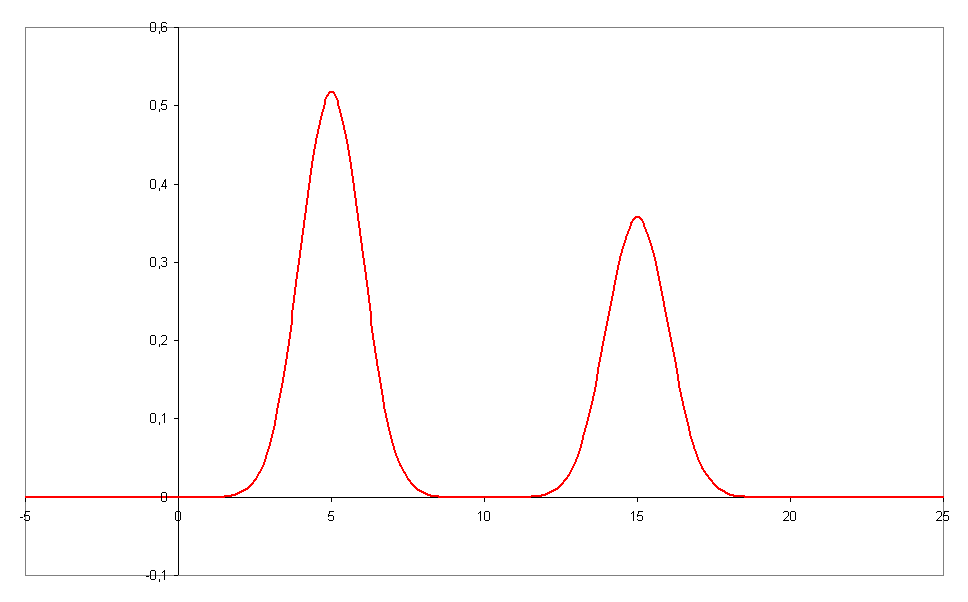
Esempio di cromatogramma, mostrante 2 picchi separati

Quando il rivelatore posto in fondo all'apparecchio registra il passaggio di una sostanza eluita, elabora i dati su un "cromatogramma", un grafico che rappresenta la quantità di sostanza rilevata in funzione del tempo. Ogni volta che una sostanza viene rilevata, il rilevatore registra un picco più o meno alto a seconda della concentrazione della sostanza. Perché un cromatogramma possa essere ritenuto accettabile, deve avere una buona risoluzione. Per "risoluzione" si intende un parametro che mette in relazione l'efficienza, la selettività ed il fattore di ritenzione. Oltre a considerazioni quantitative, dal cromatogramma si possono trarre anche considerazioni qualitative in base ai diversi tempi in cui compaiono i picchi.

## Grandezze fondamentali
- Tempo di ritenzione (tR): tempo necessario alla sostanza iniettata per essere eluita dall'inizio all'uscita della colonna.
- Tempo morto (tM): tempo di ritenzione di un composto che non è trattenuto e che passa attraverso la colonna alla stessa velocità con cui fluisce la fase mobile.
- Fattore di ritenzione (k), detto anche "Fattore di capacità" (k') o "Rapporto di distribuzione di massa" (Dm): è un parametro che mette in relazione il tempo di ritenzione di un analita col tempo morto.

{\displaystyle k={\frac {t_{R}-t_{M}}{t_{M}}}}
La differenza tra tempo di ritenzione e tempo morto, ed il tempo morto stesso sono direttamente ricavabili dal cromatogramma.
Il fattore di ritenzione (o di capacità) è determinato dal rapporto delle quantità del componente nelle due fasi (stazionaria e mobile):
{\displaystyle k=Qs/Qm=Kc*Vs/Vm}
dove:
- Qs : quantità del componente nella fase stazionaria
- Qm : quantità del componente nella fase mobile
- Kc : costante di distribuzione
- Vs : volume della fase stazionaria
- Vm : volume della fase mobile

- Selettività (α): per avere una buona selettività i picchi del cromatogramma devono essere il più distanti possibili, ovvero sostanze di specie diversa devono avere tempi di ritenzione diversi. È possibile migliorare la selettività diminuendo la temperatura di lavoro. Da un punto di vista matematico, la selettività è definita come il rapporto tra i fattori di capacità di due diverse sostanze (a e b) dello stesso cromatogramma, con k'A < k'B quindi:

{\displaystyle \alpha ={\frac {k'_{b}}{k'_{a}}}={\frac {t_{Rb}-t_{M}}{t_{Ra}-t_{M}}}}
Quanto più la selettività è maggiore di 1, tanto migliore sarà la separazione cromatografica.
- Efficienza: avere una buona selettività non basta. Infatti, anche se i picchi sono ben distanziati, è possibile che siano talmente larghi che si sovrappongono fra loro. Per questo è necessario che particelle di una stessa specie vengano eluite con la stessa velocità, di modo che la banda all'interno della colonna cromatografica sia il più stretta possibile.

L'efficienza di un sistema cromatografico e in particolare di una colonna, si quantifica con il cosiddetto "numero di piatti teorici" (N). Un piatto teorico è la più piccola zona adiacente all'interno della colonna in cui il soluto raggiunge un equilibrio tra fase mobile e stazionaria; sostanzialmente un piatto teorico è la più piccola "fetta" della colonna in cui due molecole dotate di diverso coefficiente di ripartizione hanno la possibilità di dimostrare diverse velocità di migrazione. Migliore una colonna, minore è l'altezza del piatto teorico (lo "spessore" della fetta).

## Tipi di cromatografia

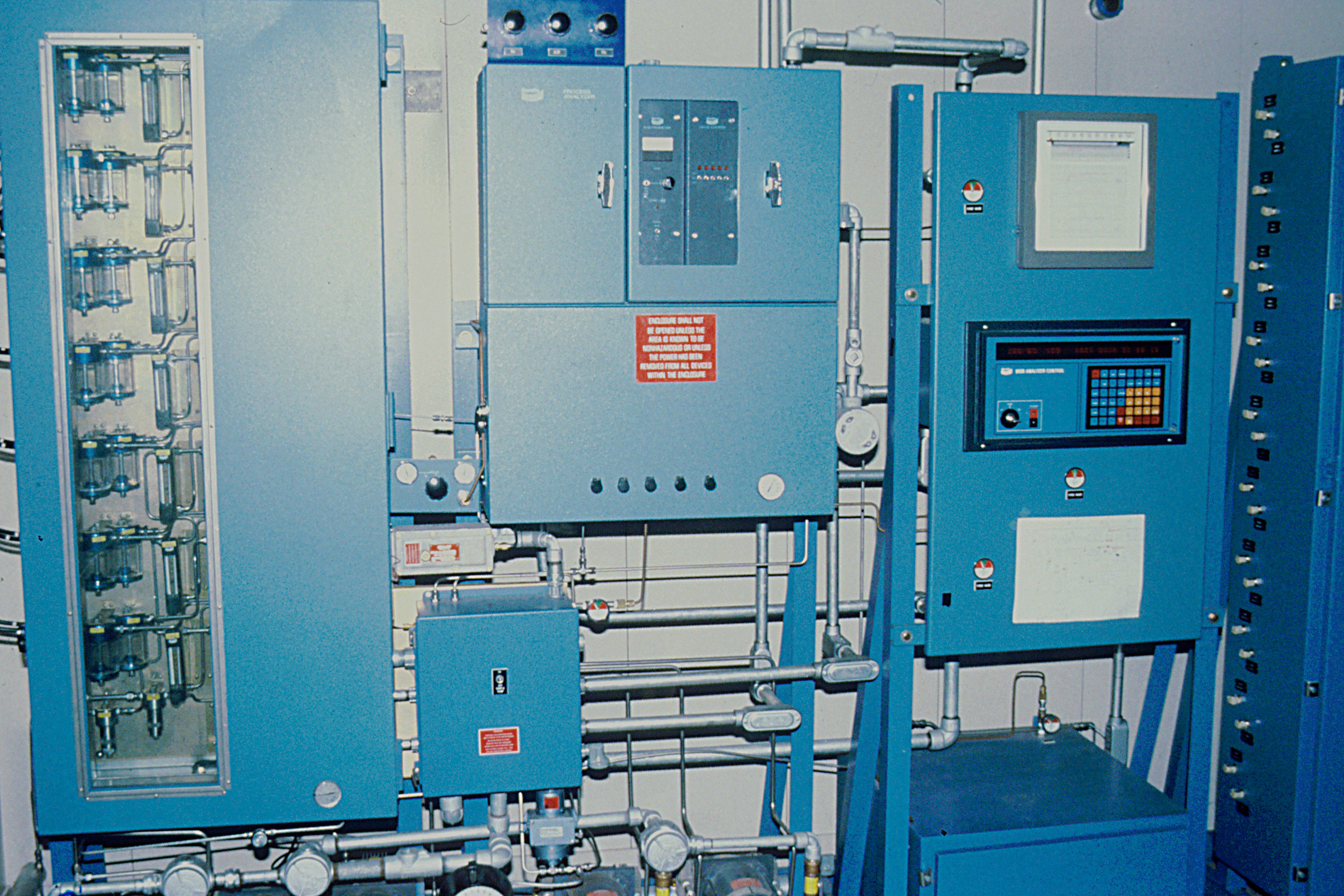
Apparecchiatura complessa per la gascromatografia

Dal primo esperimento di Cvet la tecnica si è estremamente evoluta. Oggi esistono vari tipi di cromatografie, generalmente classificate in funzione della natura delle fasi stazionaria (eluato) e mobile (eluente). In particolare l'eluente può essere un gas o un liquido, mentre l'eluato può essere un solido o un liquido. La seguente tabella ne riassume alcune:
| tipo                                        | fase stazionaria                      | fase mobile |
| ------------------------------------------- | ------------------------------------- | ----------- |
| gascromatografia (GC)                       | solida o liquida supportata su solido | gas         |
| cromatografia liquida (LC)                  | solida o liquida supportata su solido | liquida     |
| cromatografia su strato sottile (TLC)       | solida o liquida supportata su solido | liquida     |
| cromatografia a scambio ionico (IEC)        | solida                                | liquida     |
| cromatografia di esclusione molecolare (EC) | solida                                | liquida     |

All'interno delle precedenti categorie si possono avere ulteriori suddivisioni. In particolare la cromatografia liquida si suddivide in cromatografia liquida ad alta prestazione (HPLC) e cromatografia liquida classica (utilizzata a scopo preparativo); inoltre vi è un'ulteriore suddivisione basata sul meccanismo di separazione: si distinguono infatti la cromatografia di affinità, di adsorbimento, cromatografia a scambio ionico, cromatografia P-TLCScan, nonché la cromatografia a permeazione di gel (impiegata nella separazione dei polimeri in funzione del loro peso molecolare).
Di seguito sono descritti alcuni tipi di cromatografia:
- Cromatografia di adsorbimento: basata sull'adsorbimento differenziale dei componenti della miscela sulla superficie della fase stazionaria.
- Cromatografia a scambio ionico: separa ioni e molecole polari basandosi sulle loro affinità con gli scambiatori di ioni.
- Cromatografia a permeazione di gel: conosciuta anche come cromatografia di esclusione molecolare, separa molecole in base alla loro dimensione.
- Cromatografia per affinità: utilizza l'interazione specifica tra un ligando e una proteina o biomolecola.
- Cromatografia di ripartizione: si basa sulla solubilità differenziale dei componenti della miscela tra due fasi liquide immiscibili.
- Cromatografia su strato sottile (TLC): utilizza uno strato sottile di materiale adsorbente su una lastra come fase stazionaria.
- Cromatografia su colonna: la fase stazionaria è posta all'interno di una colonna e la fase mobile viene fatta passare attraverso di essa.
- Cromatografia liquida ad alta prestazione (HPLC): una versione migliorata della cromatografia su colonna che utilizza alte pressioni per forzare la fase mobile attraverso la colonna.
- Cromatografia a gas (GC): utilizza un gas come fase mobile per separare i componenti volatili della miscela.

## Applicazioni
La cromatografia è uno strumento fondamentale in molti campi della scienza e dell'industria grazie alla sua capacità di separare e analizzare componenti complessi con alta precisione ed efficienza. Alcune applicazioni della cromatografia sono:
- Industria farmaceutica: per la purificazione e l'analisi di prodotti farmaceutici.
- Chimica analitica: identificazione e quantificazione di composti in miscele complesse.
- Biochimica: separazione e purificazione di proteine, acidi nucleici e altre biomolecole.
- Controllo di qualità: verifica della purezza dei prodotti in diverse industrie.
- Ricerca scientifica: studi sulla composizione di campioni ambientali, biologici e chimici.